# Ligue de la Méditerranée de football
La Ligue Méditerranée de football est un organe fédéral dépendant de la Fédération française de football créé en 1920 et chargé d'organiser les compétitions de football au niveau de Provence-Alpes-Côte d'Azur.
La Ligue de la Méditerranée est créé en 1920 sous le nom de Ligue du Sud-Est de football, regroupant alors la Ligue du Sud et la Ligue de Provence. Ce n'est qu'en 1976, que la Ligue adopte son nom actuel avant de voir en 1980, les clubs des départements du Languedoc-Roussillon quitter la Ligue pour fonder la Ligue du Languedoc-Roussillon de football.
La LMF qui a son siège à Aix-en-Provence, compte actuellement cinq districts calqués sur les départements des Alpes-Maritimes, des Bouches-du-Rhône, de Vaucluse, du Var et sur le regroupement des départements des Alpes-de-Haute-Provence et des Hautes-Alpes. Le président de la Ligue est Eric Borghini depuis le 17 juin 2017.
La Ligue gère au niveau du football masculin, le championnat de Régional 1 qui permet à une ou deux équipes de participer la saison suivante au championnat de National 3 et les championnats de Régional 2 et de Régional 3. La Ligue s'occupe également d'organiser les six premiers tours de la Coupe de France de football ainsi que de gérer le football féminin, les compétitions de jeunes et le football diversifié (futsal, beach soccer, futnet, foot en marchant) au niveau régional.

## Histoire

### 1919-1976: la Ligue du Sud-est
En avril 1919, après la disparition du championnat du Littoral, la FFFA, tout juste créée, attire la plupart des clubs issus des différentes fédérations qui finissent par disparaître.
Le 13 juin 1920 est fondée la Ligue du Sud-est après la fusion de la Ligue de Provence créée le 10 août 1919, et de la Ligue du Sud. Elle comprenait à l'origine 3 districts : Provence, Côte d'Azur et Languedoc.
Il faut attendre la fin des années 1960 pour voir les frontières de la Ligue se superposer aux frontières des deux régions la composant. En effet, le Ministère de la Jeunesse et des Sports publie plusieurs directives afin de réorganiser les ligues et de les adosser aux découpages administratifs. À cette occasion, les clubs des départements des Hautes-Alpes et d'une partie des Alpes-de-Haute-Provence qui évoluaient en Ligue du lyonnais, rejoignent la ligue du Sud-Est. Les choses bougent également dans l'ouest de la Ligue, avec le départ des clubs de l'Aveyron vers la ligue du Midi et le rattachement des clubs de l'Aude à la Ligue du Sud-Est.

### Depuis 1976: la Ligue de la Méditerranée
Le 6 novembre 1976, la Ligue change de nom et devient la Ligue de la Méditerranée de football.
Le 1er juin 1980, les clubs appartenant aux départements des Pyrénées-Orientales, de l'Aude, de l'Hérault, du Gard et de la Lozère s'en détachent pour former la Ligue du Languedoc-Roussillon.

## Structures de la Ligue

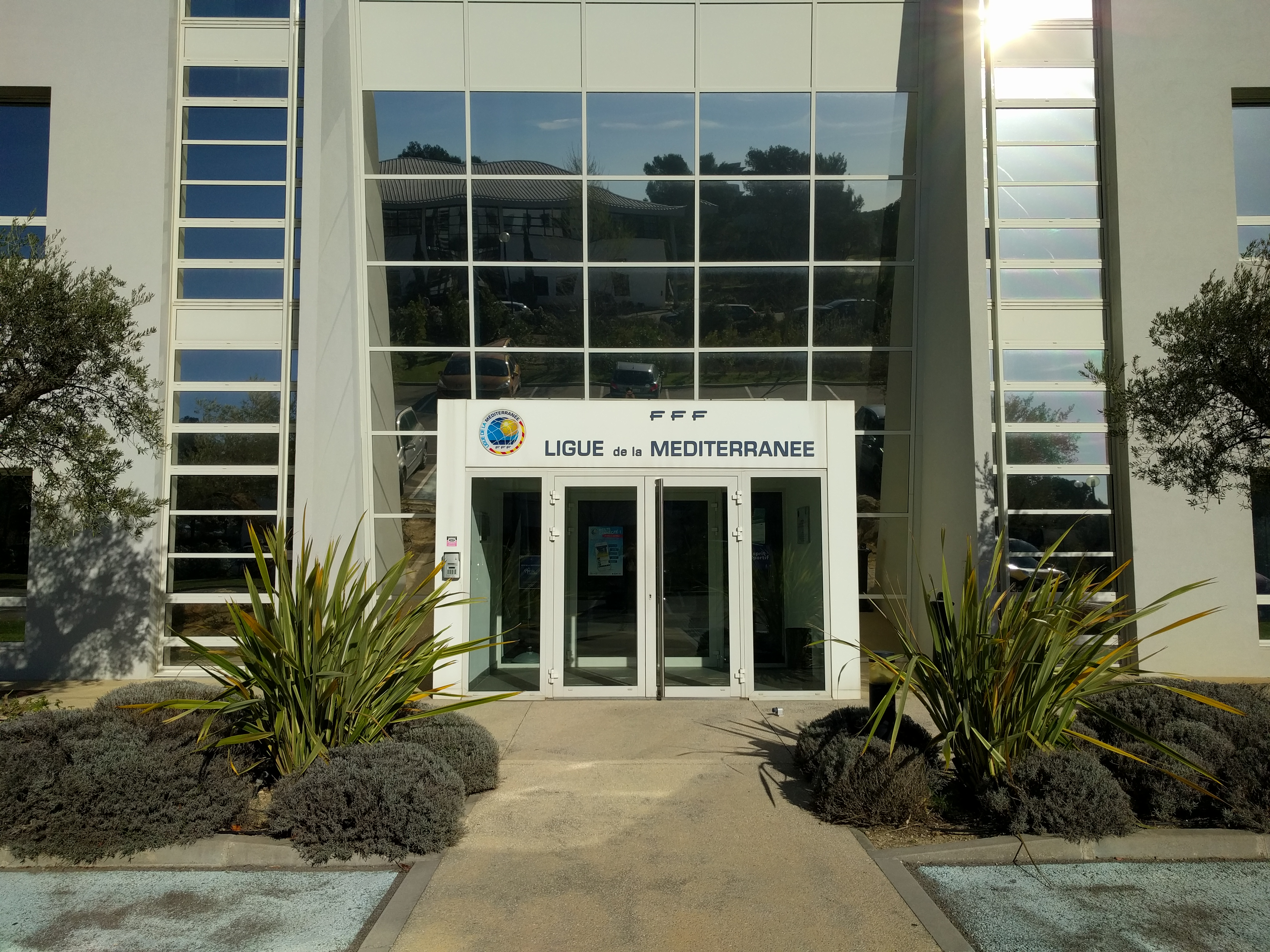
Siège de la Ligue.

La Ligue de football d'Occitanie est régie par les dispositions de la loi du 1er juillet 1901, par les lois et règlements en vigueur et par les statuts internes de celle-ci, mis en conformité avec les textes législatifs et réglementaires applicables, y compris ceux relatifs à l’organisation du sport en France.
Extrait des principaux statuts de la Ligue

« Art. 8 — Objet
La Ligue assure la gestion du football sur le territoire.

Elle a plus particulièrement pour objet :
- d'organiser, de développer et de contrôler l'enseignement et la pratique du football, sous toutes ses formes, dans le Territoire ;
- de délivrer les titres régionaux et procéder aux sélections régionales ;
- de procéder à la délivrance des licences dans le Territoire ;
- de mettre en œuvre le projet de formation fédéral ;
- d'entretenir toutes relations utiles avec la FFF, les autres Ligues, les Districts, les groupements qui sont ou
seront affiliés à la FFF, les pouvoirs publics et le mouvement sportif ;
- de défendre les intérêts moraux et matériels du football dans le Territoire ;
- et plus généralement, de prendre toute participation conforme à son objet statutaire.

La Ligue exerce son activité par tous moyens de nature à lui permettre de développer la pratique du football et
d’encourager les clubs qui y contribuent, notamment par l’organisation d’épreuves dont elle fixe les modalités et
les règlements.

La Ligue, en tant qu’organe déconcentré de la FFF chargé d’une mission de service public déléguée par l’Etat, défend les valeurs fondamentales de la République française. La Ligue applique les dispositions de l’article 1.1
des Statuts de la FFF sur le Territoire. »

— Statuts de la LMF

« Art. 11 — Organes de la Ligue
La Ligue comprend les organes suivants qui contribuent à son administration et à son fonctionnement :
- L’Assemblée Générale ;
- Le Comité de Direction ;
- Le Bureau.

La Ligue est représentée par le Président ou le Président Délégué qui est membre du Comité de Direction.

La Ligue constitue :
- une commission de surveillance des opérations électorales ;
- une commission régionale de contrôle des clubs dont la composition et les attributions sont fixées par le règlement de la Direction Nationale du Contrôle de Gestion ;
- toutes les commissions obligatoires ou utiles au fonctionnement de la Ligue. »

— Statuts de la LMF

### Comité de Direction
Les pouvoirs de direction au sein de la Ligue sont exercés par un Comité de Direction dont les membres sont élus pour une durée de 4 ans par l’Assemblée Générale comme prévu à l’article 13 des statuts et qui expire au plus tard le 31 décembre qui suit les Jeux olympiques d'été.
Le Comité de Direction est composé de 20 membres :
- les 5 présidents de district élus par l’Assemblée Générale de ceux-ci (Membres de droit) ;
- dix membres n’appartenant pas au Comité de Direction d’un District ;
- un arbitre ;
- un éducateur ;
- deux licenciées ;
- un médecin licencié.

### Compétitions organisées
La LMF organise les compétitions entre clubs à l'échelon de la Provence-Alpes-Côte d'Azur, quelle que soit la catégorie d'âge.
| - Coupe de France (tours régionaux) - Régional 1 (1 groupe de 14 clubs) - Régional 2 (3 groupes de 12 clubs) - Régional 3 (1 groupe de 12 clubs) - Coupe Gambardella (tours régionaux) - Régional 1 -19 ans (1 groupe de 12 clubs) - Régional 2 -19 ans (2 groupes de 12 clubs) - Régional 1 -17 ans (1 groupe de 12 clubs) - Régional 2 -17 ans (2 groupes de 12 clubs) - Régional 1 -15 ans (1 groupe de 12 clubs) - Régional 2 -15 ans (2 groupes de 12 clubs) | - Coupe de France (tours régionaux) - Régional 1 (1 groupe de 12 clubs) - Régional 1 -18 ans (2 groupes de 8 clubs) - Coupe nationale de football d'entreprise (tours régionaux) - Régional 1 futsal (1 groupe de 12 clubs) - Coupe de France de futsal (tours régionaux) - Championnat de France de Beach soccer (tours régionaux) |

### Sélections et équipes de la Ligue
Les ligues françaises de football ont le pouvoir de sélectionner des joueurs issus de leurs championnats régionaux afin de créer une équipe régionale qui peut participer à des compétitions nationales et internationales.
L'équipe senior masculine a déjà eu l'occasion de disputer la Coupe des Régions de l'UEFA en 2000-2001 après avoir remporté la Coupe nationale des Régions. Elle a été éliminée en phase préliminaire en prenant la troisième place du groupe D composé des équipes de la Communauté de Madrid, de la Province de Luxembourg aussi appelé Sud Belgique et du Canton de Zurich.
En 2018, la Ligue forme pour la première fois une équipe de Beach soccer féminine qui participe aux finales nationales en parallèle du championnat de clubs masculins. Les féminines terminent dernière de ce tournoi en s'inclinant à trois reprises face aux sélections du Grand-Est, des Hauts-de-France et d'Occitanie.

## Les clubs de la Ligue au niveau national

### Palmarès principal des clubs de la LMF
| \| Légende · Ligue 1 · Ligue 3 · National · National 2 Olympique de Marseille AS Monaco OGC Nice FC Martigues Aubagne FC AS Cannes ÉFC Fréjus St-Raphaël RCP Grasse Hyères FC Istres FC SC Toulon \| Clubs évoluant dans des divisions nationales. |
| Légende · Ligue 1 · Ligue 3 · National · National 2 Olympique de Marseille AS Monaco OGC Nice FC Martigues Aubagne FC AS Cannes ÉFC Fréjus St-Raphaël RCP Grasse Hyères FC Istres FC SC Toulon                                                     |

Parmi les clubs de la LMF, onze clubs ont déjà évolué en première division.
Seulement trois d'entre eux ont cependant réussi à décrocher des titres nationaux, l'Olympique de Marseille qui remporte pas moins de neuf titres de champion de France, dix coupes de France, trois coupes de la Ligue, trois trophées des champions,une Ligue des champions et une coupe Charles Drago, l'AS Monaco qui remporte huit titres de champion de France, cinq coupes de France, une coupe de la Ligue, deux trophées des champions et une coupe Charles Drago, et l'OGC Nice qui remporte quatre titres de champion de France, trois coupes de France et une coupe Charles Drago.
Les huit autres clubs passés par la première division sont l'AS Cannes (22 saisons), le SC Toulon (12), le FC Antibes (7), le FC Martigues (3), le FC Istres (1), l'Olympique Avignonnais (1), l'AS aixoise (1) et l'AC Arles-Avignon (1).
| Championnat de France (8 titres), : 1937, 1948, 1971, 1972, 1989, 1990, 1991, 1992 et 2010 Coupe de France (10 titres) : 1924, 1926, 1927, 1935, 1938, 1943, 1969, 1972, 1976 et 1989 Coupe de la Ligue (3 titres) : 2010, 2011 et 2012 Trophée des champions (3 titres) : 1971, 2010 et 2011 Coupe Charles Drago (1 titre) : 1957 |  | Championnat de France (8 titres) : 1961, 1963, 1978, 1982, 1988, 1997, 2000 et 2017 Coupe de France (5 titres) : 1960, 1963, 1980, 1985 et 1991 Coupe de la Ligue (1 titre) : 2003 Trophée des champions (2 titres) : 1961, 1985, 1997 Coupe Charles Drago (1 titre) : 1961 |  | Championnat de France (4 titres) : 1951, 1952, 1956 et 1959 Coupe de France (3 titres) : 1952, 1954 et 1997 Challenge des champions (1 titre) : 1970 Coupe Charles Drago (1 titre) : 1958 |

#### Domination en Provence-Alpes-Côte d'Azur depuis 1919
- De 1919 à 1932 : Club le mieux classé en Division d'Honneur du Sud-Est.
- De 1932 à 1939 : Club le mieux classé en division nationale.
- De 1940 à 1943 et de 1944 à 1945 : Club le mieux classé en championnat de guerre.
- De 1943 à 1944 : Club le mieux classé en Championnat de France amateur, poule du Comité de Provence.
- Depuis 1945 : Club le mieux classé en division nationale.

### Principales équipes féminines
| \| Légende Division 1 Division 2 Olympique de Marseille \| Clubs féminins évoluant dans des divisions nationales. |
| Légende Division 1 Division 2 Olympique de Marseille                                                              |

Seulement six clubs féminins de la LMF ont déjà atteint un niveau national, Division 1 ou Division 2, depuis leur création en 1974 :
L'Olympique de Marseille qui est le seul club qui évolue encore actuellement à un niveau national. Lors de la saison 2018-2019, les olympiennes évoluent en Division 2, après deux saisons en Division 1.
Le FAF Marseille, le PF Cavaillon et l'AS Monaco qui évoluent en divisions régionales ont également connu la première division tout comme l'AS Saint-Rémy qui n'existe plus aujourd'hui.
Le FCF Monteux a pour sa part évolué en Division 2 de 2000 à 2016.
L'OGC Nice a validé le 2 juin 2019 sa montée en Division 2 en s'imposant en barrage face à Châtenoy-le-Royal.

#### Palmarès national des clubs régionaux
AS Monaco
Championnat de France de Division 2 (1 titre) : 1993
FAF Marseille
Championnat de France de Division 3 (1 titre) : 2004

### Palmarès national des équipes de jeunes régionales
Olympique de Marseille
Coupe Gambardella (1 titre) : 1979
Champion de France des 16 ans (2 titres) : 2008, 2009
Championnat de France cadets (1 titre) : 1979
AS Monaco
Coupe Gambardella (4 titres) : 1962, 1972, 2011, 2016
Champion de France des moins de 19 ans (1 titre) : 2017
FC Martigues
Coupe Gambardella (1 titre) : 1968
OGC Nice
Coupe Gambardella (1 titre) : 2012
Champion de France des 18 ans (1 titre) : 2004
AS Cannes
Coupe Gambardella (2 titres) : 1955, 1995
Champion de France des 17 ans (2 titres) : 1995, 1996

### Principaux clubs de football diversifié
Le football diversifié concernent les disciplines de tous les sports de balle au pied affiliées au sein de la FIFA. Localement elle concerne le Football entreprise, le futsal et le beach soccer.

#### Football entreprise
Il n'existe plus aujourd'hui de division nationale de Football Entreprise. Cependant, chaque année, les ligues ont la charge d'organiser une phase éliminatoire permettant d'envoyer un nombre de club défini par la FFF en phase finale (32e de finale) de la Coupe de France.
Palmarès national des équipes entreprises
Aérospatiale Marignane
Coupe de France (1) : 1984
Port Saint-Louis
Coupe de France (1) : 1962
Cassis ASM
Championnat de France (1) : 2015

#### Futsal
Au niveau national, le futsal compte deux divisions au sein desquelles évoluent un seul club régional. Le Toulon Élite Futsal dispute sa huitième saison en Division 1, alors que par le passé deux autres clubs régional ont marqué les esprits, le Cannes Bocca Futsal, premier club de Futsal de l'Hexagone (1978), et le Futsal Club Fellow Nice qui a évolué trois saisons dans l'élite.

#### Beach soccer
Il n'existe pas aujourd'hui de division nationale de Beach soccer, chaque année les ligues ont la charge d'organiser une phase éliminatoire permettant d'envoyer un nombre de clubs défini par la FFF en demi-finales (16 équipes au total) puis finales (8 équipes au total).
Palmarès national des équipes de Beach soccer
Marseille XII beach-soccer
Championnat de France (2 titres) : 2010, 2014
Marseille Beach Team
Championnat de France (2 titres) : 2013, 2017
Bonneveine Beach Soccer
Championnat de France (2 titres) : 2011, 2012
Airbel Marseille
Championnat de France (1 titre) : 2009

## Les clubs de la Ligue au niveau régional

### Palmarès des compétitions régionales
Les palmarès des compétitions régionales sont listés ci-dessous :
| Saison                   | Division d'Honneur                                  | Division d'Honneur Régionale                                             |
| Ligue du Sud-Est         | Ligue du Sud-Est                                    | Ligue du Sud-Est                                                         |
| ------------------------ | --------------------------------------------------- | ------------------------------------------------------------------------ |
| 1919-1920                | FC Cette                                            | -                                                                        |
| 1920-1921                | FC Cette                                            | -                                                                        |
| 1921-1922                | FC Cette                                            | -                                                                        |
| 1922-1923                | FC Cette                                            | -                                                                        |
| 1923-1924                | FC Cette                                            | -                                                                        |
| 1924-1925                | FC Cette                                            | -                                                                        |
| 1925-1926                | FC Cette                                            | -                                                                        |
| 1926-1927                | Olympique de Marseille                              | -                                                                        |
| 1927-1928                | SO Montpelliérains                                  | -                                                                        |
| 1928-1929                | Olympique de Marseille                              | -                                                                        |
| 1929-1930                | Olympique de Marseille                              | -                                                                        |
| 1930-1931                | Olympique de Marseille                              | -                                                                        |
| 1931-1932                | SO Montpelliérains                                  | -                                                                        |
| 1932-1933                | AS Monaco                                           | -                                                                        |
| 1933-1934                | FC Salin-de-Giraud                                  | -                                                                        |
| 1943-1944                | AS aixoise                                          | -                                                                        |
| 1944-1945                | AS aixoise                                          | -                                                                        |
| 1946-1947                | Etoile Sportive La Ciotat                           | -                                                                        |
| 1947-1948                | AS Monaco                                           | -                                                                        |
| 1948-1949                | Hyères FC                                           | -                                                                        |
| 1949-1950                | SC Draguignan                                       | -                                                                        |
| 1950-1951                | US La Seyne                                         | -                                                                        |
| 1951-1952                | Rapid de Menton                                     | -                                                                        |
| 1952-1953                | OGC Nice R                                          | -                                                                        |
| 1953-1954                | AC Arles                                            | -                                                                        |
| 1954-1955                | OGC Nice R                                          | -                                                                        |
| 1955-1956                | Nîmes Olympique R                                   | -                                                                        |
| 1956-1957                | OGC Nice R                                          | -                                                                        |
| 1957-1958                | Olympique de Marseille R                            | -                                                                        |
| 1958-1959                | AS Monaco R                                         | -                                                                        |
| 1959-1960                | Hyères FC                                           | -                                                                        |
| 1960-1961                | ES Port Saint-Louis                                 | -                                                                        |
| 1961-1962                | SSMC Miramas                                        | -                                                                        |
| 1962-1963                | Olympique avignonnais                               | -                                                                        |
| 1963-1964                | Hyères FC                                           | -                                                                        |
| 1964-1965                | AC Arles                                            | -                                                                        |
| 1965-1966                | Olympique de Marseille R                            | -                                                                        |
| 1966-1967                | Nîmes Olympique R                                   | -                                                                        |
| 1967-1968                | FC Sète                                             | -                                                                        |
| 1968-1969                | US Marignane                                        | -                                                                        |
| 1969-1970                | FC Martigues                                        | -                                                                        |
| 1970-1971                | SC Saint-Cyr                                        | -                                                                        |
| 1971-1972                | AS Brignoles                                        | -                                                                        |
| 1972-1973                | FC Carpentras                                       | -                                                                        |
| 1973-1974                | AS Mazargues                                        | -                                                                        |
| 1974-1975                | Olympique avignonnais                               | -                                                                        |
| Ligue de la Méditerranée |                                                     |                                                                          |
| 1975-1976                | Montpellier PSC                                     | -                                                                        |
| 1976-1977                | SSMC Miramas                                        | -                                                                        |
| 1977-1978                | AS Monaco R                                         | -                                                                        |
| 1978-1979                | CA Digne                                            | -                                                                        |
| 1979-1980                | Stade raphaëlois                                    | -                                                                        |
| 1980-1981                | AS Cannes R                                         | -                                                                        |
| 1981-1982                | FC Istres                                           | -                                                                        |
| 1982-1983                | RC Grasse                                           | -                                                                        |
| 1983-1984                | US Cagnes                                           | -                                                                        |
| 1984-1985                | FC Puget                                            | -                                                                        |
| 1985-1986                | ES Fréjus                                           | -                                                                        |
| 1986-1987                | AS Cannes R2                                        | -                                                                        |
| 1987-1988                | US Endoume                                          | -                                                                        |
| 1988-1989                | FC Martigues R                                      | -                                                                        |
| 1989-1990                | FC Istres R                                         | -                                                                        |
| 1990-1991                | AS Cannes R2                                        | -                                                                        |
| 1991-1992                | RC Grasse                                           | -                                                                        |
| 1992-1993                | FC Antibes                                          | -                                                                        |
| 1993-1994                | ES Vitrolles                                        | -                                                                        |
| 1994-1995                | SCO Avignonnais                                     | -                                                                        |
| 1995-1996                | SC Draguignan                                       | -                                                                        |
| 1996-1997                | SC Orange                                           | -                                                                        |
| 1997-1998                | Sporting Toulon Var R                               | Biver Sports EP Manosque                                                 |
| 1998-1999                | EP Manosque                                         | GS Consolat AS Carnoux                                                   |
| 1999-2000                | US Cagnes                                           | AS Gardannais ES Fosséenne                                               |
| 2000-2001                | Gap HAFC                                            | ES La Ciotat Rapid de Menton                                             |
| 2001-2002                | Sporting Toulon Var                                 | AS Saint-Cyr AC Port-de-Bouc                                             |
| 2002-2003                | SC Orange                                           | FC Rousset ES Fosséenne                                                  |
| 2003-2004                | US Marignane                                        | SCO Avignonnais Rapid de Menton                                          |
| 2004-2005                | ES Fosséenne                                        | AS aixoise Trinité SFC                                                   |
| 2005-2006                | GS Consolat                                         | SCO Avignonnais AJ Bosquet Nereides                                      |
| 2006-2007                | AS Gardannais                                       | AS Roquebrune Cap Martin ES Le Cannet-Rocheville                         |
| 2007-2008                | Trinité SFC                                         | SC Orange FC Martigues R                                                 |
| 2008-2009                | RC Grasse                                           | Aubagne FC SO Cassis-Carnoux R                                           |
| 2009-2010                | SC Toulon-Le Las                                    | AC ArlesR JS Saint-Jean de Beaulieu                                      |
| 2010-2011                | Olympique de Marseille R                            | UGA Ardziv SO Lavandou                                                   |
| 2011-2012                | ES Pennoise                                         | AS Saint-rémoise FC Antibes-Juan les Pins                                |
| 2012-2013                | AC Arles-Avignon R                                  | ES Fosséenne US Marignane R                                              |
| 2013-2014                | SC Toulon                                           | FC Côte Bleue Salon Bel Air Foot                                         |
| 2014-2015                | ES Le Cannet-Rocheville                             | -                                                                        |
| 2015-2016                | RC Grasse                                           | AS Maximoise JS Saint-Jean de Beaulieu                                   |
| 2016-2017                | AS Cannes                                           | -                                                                        |
| Saison                   | Régional 1                                          | Régional 2                                                               |
| 2017-2018                | FC Côte Bleue                                       | -                                                                        |
| 2018-2019                | Marignane Gignac FC rés.                            | ES Fosséenne Stade marseillais UC FC Rousset SVO                         |
| 2019-2020                | Saison arrêtée en raison de la pandémie de Covid-19 | Saison arrêtée en raison de la pandémie de Covid-19                      |
| 2020-2021                | Saison arrêtée en raison de la pandémie de Covid-19 | Saison arrêtée en raison de la pandémie de Covid-19                      |
| 2021-2022                | Carnoux FC                                          | Marignane Gignac FC rés. AC Le Pontet Vedène AC Arles                    |
| 2022-2023                | AS Cagnes-Le Cros                                   | Luynes Sport                                                             |
| 2023-2024                | Marignane Gignac FC rés.                            | U.S. Mandelieu (Gr. A) F.C. Beausoleil (Gr. B) F.C. Martigues 2 (Gr. C)  |
| 2024-2025                | Six Fours Le Brusc                                  | Berre Sp (Gr. A) A.S. Monaco F.C. 2 (Gr. B) Us Carqueiranne Crau (Gr. C) |

| Saison    | Division d'Honneur/Régional 1                       | Coupe de Méditerrannée                              |
| --------- | --------------------------------------------------- | --------------------------------------------------- |
| 2011-2012 | Étoile Aubune                                       | -                                                   |
| 2012-2013 | OGC Nice                                            | -                                                   |
| 2013-2014 | Olympique de Marseille                              | -                                                   |
| 2014-2015 | OGC Nice                                            | -                                                   |
| 2015-2016 | OGC Nice                                            | OGC Nice                                            |
| 2016-2017 | OGC Nice                                            | FCF Monteux                                         |
| 2017-2018 | OGC Nice                                            | -                                                   |
| 2018-2019 | OGC Nice                                            | OGC Nice                                            |
| 2019-2020 | Saison arrêtée en raison de la pandémie de Covid-19 | Saison arrêtée en raison de la pandémie de Covid-19 |
| 2020-2021 | Saison arrêtée en raison de la pandémie de Covid-19 | Saison arrêtée en raison de la pandémie de Covid-19 |
| 2021-2022 | AS Monaco FF                                        | AC Avignon                                          |
| 2022-2023 | AS Cannes                                           | O. Marseille 2                                      |
| 2023-2024 | O. Marseille 2                                      | O. Marseille 2                                      |
| 2024-2025 | Fc Rousset SVO                                      | Hyeres F.C                                          |

| Club                   | Champ. |
| ---------------------- | ------ |
| FC Sète                | 8      |
| Olympique de Marseille | 7      |
| AS Monaco              | 4      |
| Marignane Gignac FC    | 3      |
| AC Arles               | 3      |
| SCO Avignonnais        | 3      |
| AS Cagnes-Le Cros      | 3      |
| AS Cannes              | 3      |
| RC Grasse              | 3      |
| Hyères FC              | 3      |
| Montpellier PSC        | 3      |
| OGC Nice               | 3      |
| Sporting Toulon Var    | 3      |
| AS aixoise             | 2      |
| SC Draguignan          | 2      |
| FC Istres              | 2      |
| FC Martigues           | 2      |
| SSMC Miramas           | 2      |
| Nîmes Olympique        | 2      |
| SC Orange              | 2      |
| FC Antibes             | 1      |
| AS Brignoles           | 1      |
| Carnoux FC             | 1      |
| FC Carpentras          | 1      |
| GS Consolat            | 1      |
| CA Digne               | 1      |
| US Endoume             | 1      |
| ES Fosséenne           | 1      |
| ES Fréjus              | 1      |
| Gap HAFC               | 1      |
| AS Gardannais          | 1      |
| ES La Ciotat           | 1      |
| US La Seyne            | 1      |
| FC Le Puget            | 1      |
| EP Manosque            | 1      |
| AS Mazargues           | 1      |
| Rapid de Menton        | 1      |
| ES Pennoise            | 1      |
| ES Port Saint-Louis    | 1      |
| Stade raphaëlois       | 1      |
| SC Saint-Cyr           | 1      |
| FC Salin-de-Giraud     | 1      |
| SC Toulon-Le Las       | 1      |
| Trinité SFC            | 1      |
| ES Vitrolles           | 1      |

| Club                   | Champ. | Coup. |
| ---------------------- | ------ | ----- |
| OGC Nice               | 6      | 2     |
| Olympique de Marseille | 1      | 0     |
| AS Cannes              | 1      | 0     |
| Étoile Aubune          | 1      | 0     |
| AS Monaco FF           | 1      | 0     |
| AC Avignon             | 0      | 1     |
| FCF Monteux            | 0      | 1     |

| Département             | Champ. masc. | Champ. fém. | Coup. fém. |
| ----------------------- | ------------ | ----------- | ---------- |
| Bouches-du-Rhône        | 31           | 2           | 0          |
| Alpes-Maritimes         | 18           | 8           | 2          |
| Var                     | 17           | 0           | 0          |
| Hérault                 | 11           | 0           | 0          |
| Vaucluse                | 6            | 0           | 2          |
| Alpes-de-Haute-Provence | 2            | 0           | 0          |
| Gard                    | 2            | 0           | 0          |
| Hautes-Alpes            | 1            | 0           | 0          |

## Compétitions des districts départementaux de la Ligue
La LMF est composée de cinq districts calqués sur les départements des Alpes-Maritimes, des Bouches-du-Rhône, de Vaucluse, du Var ainsi que sur le regroupement au sein d'un même district, des Alpes-de-Haute-Provence et des Hautes-Alpes.
| Districts départementaux                               | Division 8                             | Division 9                              | Division 10                             | Division 11                                   | Division 12                                   |
| ------------------------------------------------------ | -------------------------------------- | --------------------------------------- | --------------------------------------- | --------------------------------------------- | --------------------------------------------- |
| Alpes (Alpes-de-Haute-Provence et Hautes-Alpes)        | Départemental 1 (1 groupe de 12 clubs) | Départemental 2 (1 groupes de 12 clubs) |                                         |                                               |                                               |
| Côte d'Azur (Alpes-Maritimes et principauté de Monaco) | Départemental 1 (1 groupe de 12 clubs) | Départemental 2 (1 groupe de 12 clubs)  | Départemental 3 (2 groupes de 12 clubs) | Départemental 4 (2 groupes de 12 clubs)       | Départemental 5 (3 groupes de 10 clubs)       |
| Provence (Bouches-du-Rhône)                            | Départemental 1 (1 groupe de 12 clubs) | Départemental 2 (2 groupes de 12 clubs) | Départemental 3 (4 groupes de 12 clubs) | Départemental 4 (2 groupes de 9 clubs)        |                                               |
| Grand Vaucluse (Vaucluse)                              | Départemental 1 (1 groupe de 14 clubs) | Départemental 2 (2 groupes de 14 clubs) | Départemental 3 (4 groupes de 14 clubs) | Départemental 4 (4 groupes de 14 clubs)       | Départemental 5 (2 groupes de 10 et 11 clubs) |
| Var                                                    | Départemental 1 (1 groupe de 12 clubs) | Départemental 2 (2 groupes de 12 clubs) | Départemental 3 (3 groupes de 12 clubs) | Départemental 4 (2 groupes de 13 et 14 clubs) |                                               |

| U19 Masculin                                           | U19 Masculin                                | U19 Masculin                            | U19 Masculin                                | U19 Masculin                                  |
| Districts                                              | Division 4                                  | Division 5                              | Division 6                                  | Division 7                                    |
| ------------------------------------------------------ | ------------------------------------------- | --------------------------------------- | ------------------------------------------- | --------------------------------------------- |
| Alpes (Alpes-de-Haute-Provence et Hautes-Alpes)        | Départemental 1 (4 groupes de 4 et 6 clubs) |                                         |                                             |                                               |
| Côte d'Azur (Alpes-Maritimes et principauté de Monaco) | Départemental 1 (1 groupe de 12 clubs)      | Départemental 2 (3 groupes de 10 clubs) |                                             |                                               |
| Var                                                    | Départemental 1 (1 groupe de 10 clubs)      |                                         |                                             |                                               |
| U17/U16 Masculin                                       |                                             |                                         |                                             |                                               |
| Districts                                              | Division 4                                  | Division 5                              | Division 6                                  | Division 7                                    |
| Alpes (Alpes-de-Haute-Provence et Hautes-Alpes)        | Départemental 1 (4 groupes de 6 clubs)      |                                         |                                             |                                               |
| Côte d'Azur (Alpes-Maritimes et principauté de Monaco) | Départemental 1 (1 groupe de 12 clubs)      | Départemental 2 (2 groupes de 12 clubs) | Départemental 3 (3 groupes de 9 à 12 clubs) |                                               |
| Var                                                    | Départemental 1 (1 groupe de 12 clubs)      | Départemental 2 (2 groupes de 12 clubs) |                                             |                                               |
| U15 Masculin                                           |                                             |                                         |                                             |                                               |
| Districts                                              | Division 3                                  | Division 4                              | Division 5                                  | Division 6                                    |
| Côte d'Azur (Alpes-Maritimes et principauté de Monaco) | Départemental 1 (1 groupe de 12 clubs)      | Départemental 2 (2 groupes de 12 clubs) | Départemental 3 (3 groupes de 12 clubs)     | Départemental 4 (2 groupes de 10 et 11 clubs) |
| Var                                                    | Départemental 1 (1 groupe de 12 clubs)      | Départemental 2 (3 groupes de 12 clubs) |                                             |                                               |

| Côte d'Azur (Alpes-Maritimes et principauté de Monaco) | Départemental 1 (1 groupe de 12 clubs) |